# Vesto Slipher
Vesto Melvin Slipher (Mulberry, 	11 de novembre de 1875 - Flagstaff, 8 de novembre de 1969), va ser un astrònom nord-americà que descobrí la rotació de les nebuloses. Les seves recerques han donat lloc a la teoria de l'expansió de l'Univers.

## Biografia
Slipher va néixer a Mulberry, Indiana (EUA) i va finalitzar els seus estudis a la Universitat d'Indiana, a Bloomington. Va fer tota la seva carrera a l'observatori Lowell, situat a Flagstaff (Arizona), del qual va ser director de 1916 a 1952. Va utilitzar l'espectroscòpia per estudiar els períodes de rotació dels planetes i la composició de les atmosferes planetàries. El 1912, va ser el primer a observar la diferència de les línies espectrals de les galàxies i, per tant, és el descobridor del desplaçament cap al roig de les galàxies. També descobriria que les galàxies espirals, anomenades en aquells temps nebuloses espirals, roten.
El 1909 aportaria dades que confirmaven l'existència de grans quantitats de gas interestel·lar, idea postulada un any abans per Jacobus Kapteyn. Mentre que el 1912 va descobrir la pols interestel·lar després d'observar que una nebulosa del cúmul obert de les Plèiades reflectia la llum de l'estrella pròxima Merope. L'esmentada nebulosa representava alhora un nou tipus de nebuloses, les nebuloses de reflexió.
El 1927 comença la recerca d'un possible planeta que expliqués les pertorbacions observades en les òrbites d'Urà i Neptú. Va ser qui va contractar Clyde Tombaugh i va supervisar les investigacions d'aquest astrònom que va descobrir, l'any 1929, Plutó.
L'any 1954 es jubilà, i morí a Flagstaff, Arizona, el 8 de novembre de 1969.

## La llei de Hubble-Lemaître i el desplaçament cap al roig
S'atribueix sovint a Edwin Hubble, de manera errònia, el descobriment del desplaçament cap al roig de les galàxies. Aquestes mesures i la seva significació van ser compreses amb anterioritat al 1917 per Keeler (Observatori de Lick & Allegheny), Slipher (Observatori de Lowell) i el professor Campbell (Observatori de Lick).
El 1929, Hubble i Milton Humason van formular la llei empírica que relacionava el desplaçament cap al roig i la distància de les galàxies, actualment anomenada llei de Hubble-Lemaître. Tot i que els conceptes que sostenien un univers en expansió haguessin estat compresos abans, aquesta llei va conduir a una acceptació més ample d'aquesta hipòtesi. Aquest descobriment va conduir més tard a la formulació teoria del big-bang.

## Distincions
- Premi Lalande de l'Académie des sciences (1919).
- Medalla Henry Draper (1932).
- Medalla d'or de la Royal Astronomical Society (1933).
- Medalla Bruce (1935).
- Doctor Honoris Causa en Ciències per la Universitat d'Arizona.
- Doctor Honoris Causa en Lleis per la Universitat d'Indiana

A més a més li han dedicat:
- El cràter Slipher, a la Lluna.
- El cràter Slipher a Mart.
- L'asteroide (1766) Slipher, descobert el 7 de setembre de 1962 en les activitats de l'Indiana Asteroid Program.